# Melzi

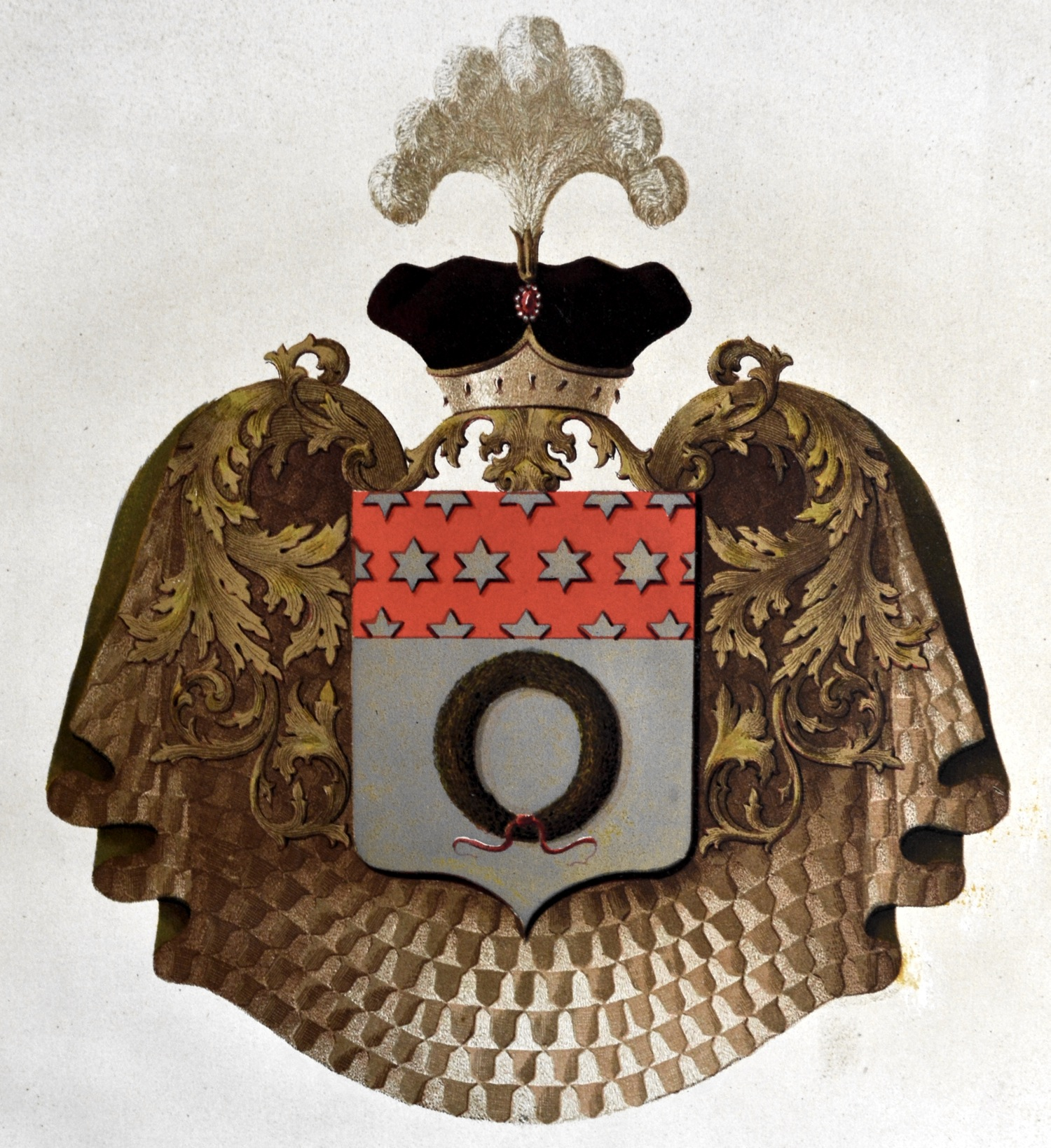
Stemma ducale Melzi d'Eril

Il Casato dei Melzi è una famiglia nobile milanese documentata dal XIV secolo, che nel corso dei secoli consolidò un vasto patrimonio fondiario e residenziale. Dal XV secolo fu proprietaria della tenuta di Pontirolo e di Vaprio d'Adda, con la storica Villa Melzi, celebrata nei dipinti vedutistici di Gaspar van Wittel e Bernardo Bellotto. 
A partire dal XVII secolo acquisì i beni feudali di Magenta, mentre nell'Ottocento entrò in possesso del latifondo di Correzzola, legato al ducato di Lodi, e della prestigiosa tenuta di Bellagio con la monumentale Villa Melzi d'Eril.  
Non va confusa con l'omonima famiglia Melzi di Malingegni, anch'essa di antica origine lombarda, ma non imparentata con i Melzi d'Eril.

## Storia

### Origini
La famiglia Melzi è attestata a Milano dal XIV secolo. Un Jacomolo Melzi è documentato nel 1391 come capostipite della casata. La casata apparteneva al patriziato urbano e possedeva proprietà nella Brianza, a Monza e lungo l'Adda. Nel corso del secolo i Melzi rafforzarono i rapporti con la corte viscontea, ponendo le basi della loro futura ascesa.  
I primi esponenti consolidarono la presenza nel borgo di Vaprio d'Adda, dove si formarono le proprietà che in seguito sarebbero diventate il fulcro del patrimonio familiare. L'inserimento nelle istituzioni cittadine e i legami con l'aristocrazia ducale sancirono il ruolo della casata nel contesto politico milanese.

### XV secolo

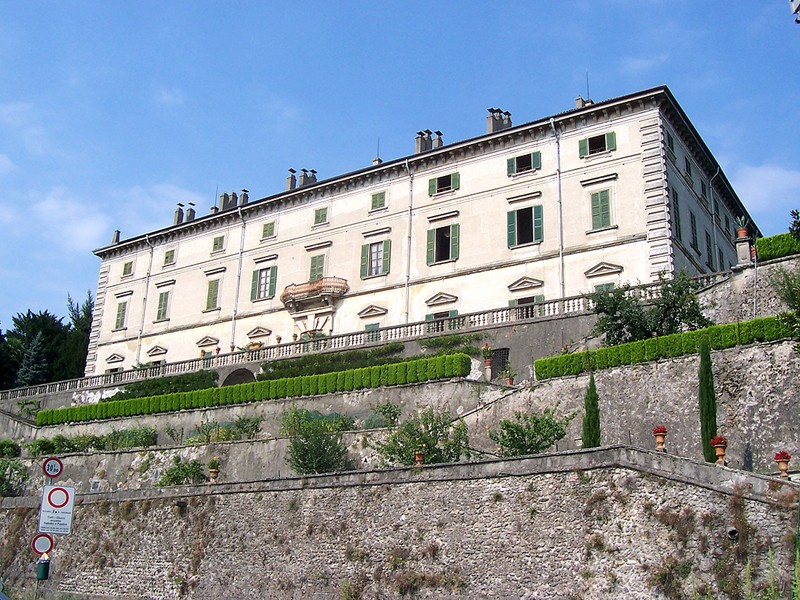
Villa Melzi a Vaprio d'Adda.

Nel XV secolo i Melzi consolidarono la loro posizione. Nel 1482 Giovanni Melzi acquistò la villa di Vaprio d'Adda, che divenne residenza principale della famiglia. La dimora, situata in posizione strategica sull'Adda, si trasformò in centro di vita culturale: alla fine del secolo vi soggiornò Leonardo da Vinci, che intrattenne rapporti con i Melzi.  
Il legame con Leonardo si consolidò attraverso Francesco Melzi, figlio di Gerolamo, che divenne allievo e segretario del maestro, ereditandone molti codici e disegni. Questa connessione conferì al casato un prestigio che univa dimensione culturale e sociale. In un'epoca segnata dalle guerre d'Italia, Gerolamo Melzi sostenne la restaurazione sforzesca e rafforzò l'influenza della famiglia a Milano e a Monza, dove i Melzi avevano interessi patrimoniali e rapporti con i collegi cittadini.

### XVI secolo
Nel Cinquecento i Melzi ottennero ulteriori riconoscimenti. Nel 1468 l'imperatore Federico III d'Asburgo conferì alla famiglia il titolo di conti palatini. Questa dignità rafforzò il loro peso politico e accrebbe la loro autorevolezza nelle magistrature milanesi.  
Nel corso del secolo la famiglia consolidò la propria influenza anche fuori da Milano. L'inserimento del Ducato di Milano nella monarchia spagnola non compromise la posizione della casata, che seppe mantenere fedeltà agli Asburgo e garantire continuità amministrativa. Nel 1588 i Melzi furono inoltre ascritti al patriziato romano, ottenendo così riconoscimento anche nello Stato pontificio.  
In questo periodo si distinsero Girolamo Melzi, giurista e amministratore, e Francesco Melzi, che trasmise l'eredità leonardesca in Europa. La famiglia, tra cultura e politica, consolidò la propria posizione di rilievo nella Lombardia rinascimentale, rafforzando le proprie radici tra Milano, Monza e la Brianza.

### XVII secolo
Nel XVII secolo la famiglia consolidò il proprio rango nobiliare. Il titolo di Conte di Magenta fu concesso il 30 dicembre 1619 da Filippo III di Spagna a Luigi Melzi. Il titolo era già stato attribuito in precedenza, nel Ducato di Milano, a Carlo Sforza, figlio naturale del duca Galeazzo Maria Sforza.  
Nel 1650 i Melzi furono infeudati di Mozzanica e nel 1676 ricevettero il marchesato di Torricella. Nel 1683 alcuni esponenti furono insigniti del cavalierato del Sacro Romano Impero.  
Oltre ai titoli, i Melzi ebbero un ruolo nelle istituzioni civiche milanesi e brianzole, consolidando anche legami con Monza, centro sempre più rilevante per l'amministrazione e per i patrimoni nobiliari lombardi. I matrimoni con altre famiglie patrizie rafforzarono il loro peso politico. Nonostante le difficoltà economiche e sociali del Seicento, la casata riuscì a mantenere stabilità e prestigio.

### XVIII secolo
Il Settecento segnò una svolta per la storia della famiglia. Il 16 settembre 1750 Gaspare Melzi (1719-1777), ottavo conte di Magenta, sposò Maria Teresa d'Eril (1724-1768), figlia di Francisco, VII conte d'Eril, appartenente alla nobiltà catalana. Dal matrimonio la famiglia ereditò i titoli di Grandi di Spagna di prima classe, Conti d'Eril, Marchesi di Fonte Sacrata, Baroni di Orcan e Signori di Colsedilla.  
Con questa unione il ramo principale assunse il cognome composto Melzi d'Eril. La nuova denominazione sanciva l'integrazione di titoli italiani e spagnoli e apriva al casato una dimensione europea. Durante il secolo i Melzi d'Eril ampliarono le loro proprietà e mantennero un ruolo attivo nella vita politica e culturale di Milano e di Monza, dove parteciparono ad attività civiche e alla gestione dei beni ecclesiastici.

### XIX secolo
Il XIX secolo fu dominato dalla figura di Francesco Melzi d'Eril (1753-1816), figlio di Gaspare e di Maria Teresa d'Eril. Vicepresidente della Repubblica Italiana dal 1802 e gran cancelliere del Regno d'Italia dal 1805, fu tra i principali collaboratori di Napoleone Bonaparte.  
Il 20 dicembre 1807 Napoleone lo insignì del titolo di Duca di Lodi, creato in ricordo della battaglia di Lodi del 1796, accompagnato da un appannaggio economico. A Bellagio fece edificare la villa di Bellagio, progettata da Giocondo Albertolli e ornata da giardini di Luigi Canonica e Luigi Villoresi.  
Alla sua morte nel 1816 Francesco non lasciò eredi diretti e adottò come successore il nipote Giovanni Francesco. Con la Restaurazione gli Asburgo riconobbero nel 1818 il titolo di Duca Melzi. Nel 1859, con la fine del dominio austriaco, fu ripristinato anche il titolo di Duca di Lodi. La famiglia conservò inoltre i titoli di conte di Magenta e grande di Spagna, confermati in età contemporanea. Nel corso dell'Ottocento i Melzi d'Eril furono presenti anche a Monza, in connessione con le attività politiche e con la vita culturale cittadina, che in quel periodo si sviluppava attorno alla Villa Reale e al Parco.

### Epoca recente
Nel XX secolo i Melzi d'Eril conservarono un ruolo di rilievo nella società italiana. Alcuni esponenti furono attivi nella diplomazia e nella politica del Regno d'Italia, altri si dedicarono al mecenatismo e alla tutela del patrimonio familiare.  
Il patrimonio architettonico comprende la villa di Vaprio d'Adda, legata alla tradizione leonardesca, e la villa di Bellagio, con i giardini ottocenteschi sul lago di Como. L'archivio familiare, dichiarato di notevole interesse storico nel 1970, è stato trasferito nel 2003 a Belgioioso, presso la residenza di Giulio Melzi d'Eril, dove è tuttora conservato.  
I titoli di Duca di Lodi, Duca Melzi e Conte di Magenta furono riconfermati con decreti del Regno d'Italia negli anni 1890, 1913 e 1939, assumendo carattere puramente onorifico e non più feudale.  
Nel XXI secolo i discendenti risiedono tra Milano, Pavia, Torino e Monza, mantenendo viva la memoria di una casata che unisce eredità lombarda, tradizione spagnola ed esperienze legate all'età napoleonica.

## Conti di Magenta (1619-1832)
Il titolo di Conte di Magenta fu concesso da Filippo III di Spagna il 30 dicembre 1619 a Luigi Melzi, patrizio milanese. In precedenza il titolo era stato creato nel Ducato di Milano per Carlo Sforza, figlio naturale del duca Galeazzo Maria Sforza, ma, estintosi quel ramo, fu attribuito ai Melzi.  
- Luigi Melzi (1554–1629), I conte di Magenta;
- Francesco I (†1630), II conte di Magenta, figlio del precedente;
- Lodovico Melzi (†1649), III conte di Magenta, fratello del precedente;
- Sforza Melzi (†1688), IV conte di Magenta, figlio del precedente;
- Luigi Francesco Melzi (†1702), V conte di Magenta, figlio del precedente;
- Sforza Lodovico Melzi (†1734), VI conte di Magenta, figlio del precedente;
- Francesco II (†1777), VII conte di Magenta, figlio del precedente;
- Gaspare Melzi d'Eril (1719–1777), VIII conte di Magenta, figlio del precedente, marito di Maria Teresa d'Eril;
- Francesco Melzi d'Eril (1753–1816), IX conte di Magenta e I duca di Lodi, figlio del precedente;
- Luigi III (1754–1821), X conte di Magenta, fratello del precedente;
- Giovanni Francesco (1788–1832), XI conte di Magenta e II duca di Lodi, nipote e figlio adottivo di Francesco; dal 1816 i due titoli rimasero abbinati.

## Duchi di Lodi e conti di Magenta (1807-1816 e 1859-attuale)
Il titolo di Duca di Lodi fu concesso da Napoleone Bonaparte il 20 dicembre 1807 a Francesco Melzi d'Eril, già vicepresidente della Repubblica Italiana e gran cancelliere del Regno d'Italia, in ricordo della battaglia di Lodi del 1796. Alla morte di Francesco, avvenuta nel 1816, il titolo non fu riconosciuto dagli Asburgo d'Austria e venne trasformato in Duca Melzi (1818). Con la fine del dominio austriaco in Lombardia e la Seconda guerra d'indipendenza, nel 1859 il titolo di Duca di Lodi fu ricreato e nuovamente legato a quello di Conte di Magenta.  
- Francesco I (1753–1816), I duca di Lodi, IX conte di Magenta; morì senza discendenza legittima e designò come erede il nipote Giovanni Francesco.

titolo mutato in Duchi Melzi dopo la Restaurazione e ricreato nel 1859 come Duchi di Lodi' 
- Lodovico I (1805–1873), III duca di Lodi, XIII conte di Magenta; figlio del precedente.
- Giovanni II (1830–1899), IV duca di Lodi, XIV conte di Magenta; figlio del precedente.
- Francesco II (1852–1935), V duca di Lodi, XV conte di Magenta; figlio del precedente.
- Benigno I (1862–1937), VI duca di Lodi, XVI conte di Magenta; fratello del precedente.
- Lodovico II (1898–1994), VII duca di Lodi, XVII conte di Magenta; figlio del precedente.
- Benigno II (n. 1933), VIII e attuale duca di Lodi, XVIII conte di Magenta; figlio del precedente.

L'erede dei titoli è don Bartolomeo Lodovico Angelo Maria Melzi d'Eril (n. Milano, 14 novembre 2001), figlio del precedente.

## Duchi Melzi d'Eril (1816-1859)
Alla morte di Francesco Melzi d'Eril nel 1816, il titolo napoleonico di Duca di Lodi non fu riconosciuto dagli Asburgo d'Austria e venne trasformato in Duca Melzi d'Eril. Questa denominazione rimase in vigore fino al 1859, quando, con la fine del dominio austriaco in Lombardia, il titolo tornò a essere quello di Duca di Lodi.  
- Giovanni I Francesco (1788–1832), I duca Melzi d'Eril, II duca titolare di Lodi, XII conte di Magenta; nipote ed erede adottivo di Francesco I.
- Lodovico I (1805–1873), II duca Melzi d'Eril, III duca titolare di Lodi, XIII conte di Magenta; figlio del precedente.

Nel 1859 il titolo tornò ad essere ricreato come Duchi di Lodi'

## Personaggi noti della famiglia
- Francesco Melzi (1491 circa - 1568/70?), pittore
- Luigi Melzi (1554 - 1629), senatore, noto per un processo per stregoneria
- Lodovico Melzi (1558 - 1617), luogotenente della cavalleria leggera di Fiandra
- Lodovico Melzi (1594 - 1649), vicario di provvisione di Milano
- Giacomo Melzi, (1721 - 1802), collezionista di quadri
- Francesco Melzi d'Eril (1753 - 1816), uomo politico lombardo
- Vincenza Melzi d'Eril (1762 - 1851), sorella di Francesco e seconda moglie di Pietro Verri
- Lodovico Melzi d'Eril (1820 - 1886), uomo politico italiano e imprenditore
- Caterina Melzi d'Eril (1824 - 1887), moglie di Alessandro Curti
- Bice Melzi d'Eril (1832 - 1865), moglie di Carlo Gobio, cugino di Ippolito Nievo
- Giampaolo Melzi d'Eril (1908 - 1994), uomo politico del dopoguerra milanese, presidente della Fabbrica del Duomo